# Campionati europei di atletica leggera indoor 2013 - Salto triplo maschile
La gara si è svolta il 1º e il 2 marzo 2013.

## Podio
| #       | Atleta           | Nazionalità | Misura  | Note                                                                    |
| ------- | ---------------- | ----------- | ------- | ----------------------------------------------------------------------- |
| Oro     | Daniele Greco    | Italia      | 17,70 m | Miglior prestazione mondiale stagionale · Miglior prestazione personale |
| Argento | Ruslan Samitov   | Russia      | 17,30 m | Miglior prestazione personale                                           |
| Bronzo  | Aleksey Fyodorov | Russia      | 17,12 m | Miglior prestazione personale                                           |

## Record
Prima di questa competizione, il record del mondo (RM), il record europeo (EU) ed il record dei campionati (RC) sono i seguenti:
| Record                | Prestazione | Atleta               | Data                         | Competizione        |
| --------------------- | ----------- | -------------------- | ---------------------------- | ------------------- |
| Record mondiale       | 17,92       | Teddy Tamgho Francia | 6 marzo 2011 Parigi, Francia | Europei indoor 2011 |
| Record europeo        | 17,92       | Teddy Tamgho Francia | 6 marzo 2011 Parigi, Francia | Europei indoor 2011 |
| Record dei campionati | 17,92       | Teddy Tamgho Francia | 6 marzo 2011 Parigi, Francia | Europei indoor 2011 |

## Risultati

### Qualificazioni
Si qualificano alla finale gli atleti che superano la misura di 16,90 (Q) oppure gli 8 migliori (q).
| Pos. | Nome                | Nazione     | 1ª      | 2ª      | 3ª      | Misura  | Note                                     |
| ---- | ------------------- | ----------- | ------- | ------- | ------- | ------- | ---------------------------------------- |
| 1    | Daniele Greco       | Italia      | 16,94 m | --      | --      | 16,94 m | Q                                        |
| 2    | Aleksey Fyodorov    | Russia      | 16,47 m | 16,82 m | --      | 16,82 m | q                                        |
| 3    | Harold Correa       | Francia     | 15,71 m | 16,76 m | --      | 16,76 m | q                                        |
| 4    | Fabian Florant      | Paesi Bassi | 16,44 m | 16,69 m | --      | 16,69 m | q                                        |
| 5    | Viktor Kuznyetsov   | Ucraina     | 16,68 m | 16,35 m | 16,43 m | 16,68 m | q                                        |
| 6    | Ruslan Samitov      | Russia      | 16,46 m | 16,50 m | 16,66 m | 16,66 m | q                                        |
| 7    | Zlatozar Atanasov   | Bulgaria    | x       | 15,92 m | 16,66 m | 16,66 m | q                                        |
| 8    | Karl Taillepierre   | Francia     | 16,11 m | 15,40 m | 16,62 m | 16,62 m | q                                        |
| 9    | Georgi Tsonov       | Bulgaria    | 16,35 m | 16,31 m | 16,58 m | 16,58 m | Miglior prestazione personale            |
| 10   | Benjamin Compaoré   | Francia     | 16,14 m | 15,97 m | 16,48 m | 16,48 m |                                          |
| 11   | Vladimir Letnicov   | Moldavia    | x       | 16,41 m | 16,46 m | 16,46 m |                                          |
| 12   | Viente Docavo       | Spagna      | 16,46 m | 16,38 m | 13,62 m | 16,46 m |                                          |
| 13   | Aliaksei Tsapik     | Bielorussia | 16,39 m | 15,76 m | 16,45 m | 16,45 m |                                          |
| 14   | Michele Boni        | Italia      | 16,33 m | 16,43 m | 15,10 m | 16,43 m |                                          |
| 15   | Viktor Yastrebov    | Ucraina     | 16,12 m | 16,37 m | x       | 16,37 m |                                          |
| 16   | Dīmītrios Tsiamīs   | Grecia      | 15,78 m | 15,77 m | 16,28 m | 16,28 m |                                          |
| 17   | José Emilio Bellido | Spagna      | 16,24 m | x       | 15,72   | 16,24 m |                                          |
| 18   | Yevhen Semenenko    | Ucraina     | 16,10 m | 16,09 m | 16,20 m | 16,20 m |                                          |
| 19   | Yochai Halevi       | Israele     | 15,60 m | 15,70 m | 16,19 m | 16,19 m | Miglior prestazione personale stagionale |
| 20   | Lasha Torgvaidze    | Georgia     | 15,35 m | x       | x       | 15,35 m |                                          |
| 21   | Darius Aucyna       | Lituania    | 15,27 m | 15,06 m | 15,17 m | 15,27 m |                                          |
| -    | Marian Oprea        | Romania     | --      | --      | --      | dns     |                                          |

### Finale
| # | Atleta            | Nazionalità | 1ª      | 2ª      | 3ª      | 4ª      | 5ª      | 6ª      | Misura  | Note                                                                    |
| - | ----------------- | ----------- | ------- | ------- | ------- | ------- | ------- | ------- | ------- | ----------------------------------------------------------------------- |
| 1 | Daniele Greco     | Italia      | 17,00 m | X       | 17,15 m | 17,70 m | --      | X       | 17,70 m | Miglior prestazione mondiale stagionale · Miglior prestazione personale |
| 2 | Ruslan Samitov    | Russia      | 16,51 m | X       | 16,97 m | X       | 17,30 m | 17,03 m | 17,30 m | Miglior prestazione personale                                           |
| 3 | Aleksey Fyodorov  | Russia      | X       | 16,93 m | 17,12 m | 16,78 m | 16,83 m | 16,72 m | 17,12 m | Miglior prestazione personale                                           |
| 4 | Viktor Kuznyetsov | Ucraina     | 16,64 m | 16,87 m | X       | 16,53 m | 17,02 m | 16,58 m | 17,02 m | Miglior prestazione personale                                           |
| 5 | Harold Correa     | Francia     | 16,64 m | 16,78 m | 16,92 m | X       | 16,40 m | 16,56 m | 16,92 m |                                                                         |
| 6 | Karl Taillepierre | Francia     | X       | 16,60 m | X       | 16,16 m | 16,43 m | 16,72 m | 16,72 m |                                                                         |
| 7 | Zlatozar Atanasov | Bulgaria    | 16,08 m | X       | 16,57 m | 16,48 m | X       | 16,11 m | 16,57 m |                                                                         |
| 8 | Fabian Florant    | Paesi Bassi | 16,55 m | 16,52 m | 16,44 m | X       | X       | 15,70 m | 16,55 m |                                                                         |